# Хилл, Джек
Джек Хилл (англ. Jack Hill; род. 28 января 1933, Лос-Анджелес, Калифорния) — американский кинорежиссёр и киносценарист, менее известен как монтажёр, киноактёр, кинооператор и кинопродюсер. Работал в жанрах «девицы-с-пушками» и эксплуатационное кино (blaxploitation, «женщины-в-тюрьме»); поздние его картины некоторые критики характеризуют как феминистические.

## Биография
Джек Хилл родился 28 января 1933 года в Лос-Анджелесе (штат Калифорния, США). Его мать звали Милдред Хилл (до замужества — Пэннилл; 1907 — после 2001), она была преподавателем музыки (скрипка и пианино). Отца звали Роланд Эверетт Хилл (1895—1986), он был сценическим дизайнером, арт-директором в First National Pictures, Warner Bros. и Walt Disney Pictures (в частности, был дизайнером Замка Спящей красавицы в Диснейленде).
Джек Хилл поступил в престижный Калифорнийский университет в Лос-Анджелесе, но проучился там, по собственным словам, «пару лет», бросив его, чтобы жениться. Позже он всё-таки получил высшее музыкальное образование. В студенческие годы Хилл был участником симфонического оркестра, музыка которого была саундтреком к фильмам «Доктор Живаго» (1965) и «Братья Карамазовы»; а также выступал музыкальным аранжировщиком для бурлеск-исполнителей. На этом поприще он познакомился со стендап-комиком, социальным критиком и сатириком Ленни Брюсом, чью дочь, Китти, он снял позднее в своей ленте «Сестрички с выкидными лезвиями» (1975).
Позднее Хилл учился в Школе театра, кино и телевидения при Калифорнийском университете в Лос-Анджелесе, где его наставницей была Дороти Арзнер (единственная известная женщина-кинорежиссёр США конца 1920-х — начала 1940-х годов), а однокашником — Фрэнсис Форд Коппола. В курсовой работе Копполы, короткометражке «Айямонн Ужасный», Хилл отвечал за запись звука. Позднее Коппола и Хилл некоторое время работали вместе, например, оба они были ассистентами режиссёра Роджера Кормана в его ленте «Страх» (1963; оба в титрах не указаны).
С 1975 года Хилл практически окончил карьеру кинематографиста, чтобы больше времени посвящать медитациям с женой и написанию повестей.

Карьера Джека Хилла по годам:
- Режиссёр: 1960, 1963, 1966—1975, 1982
- Сценарист: 1963, 1966—1975, 1978—1982
- Монтажёр: 1960—1969
- Актёр: 1971, 2004, 2008—2009
- Оператор: 1960—1966, 1969
- Продюсер: 1959—1960, 1966, 1982

## Признание и влияние
В 1996 году Квентин Тарантино назвал Джека Хилла «Говардом Хоуксом эксплуатационного кино».
Считается, что Джек Хилл «дал дорогу в большое кино» ныне весьма известным актрисам и актёрам Пэм Гриер, Сиду Хэйгу и Эллен Бёрстин.
Студенческий фильм Хилла The Host (1960) оказал заметное влияние на последнюю треть ленты его сокурсника, Фрэнсиса Форда Копполы, «Апокалипсис сегодня» (1979).

## Избранная фильмография
| Год  | Название (рус.)                       | Название (ориг.)              | Режиссёр | Сценарист | Другое              | Комментарии |
| ---- | ------------------------------------- | ----------------------------- | -------- | --------- | ------------------- | --- |
| 1962 | Женщина-оса                           | The Wasp Woman                | ✔        |           |                     | В титрах не указан. Автор 20-минутного дополнения к оригинальному фильму 1959 года, переделанному три года спустя к показу по ТВ. |
| 1962 | Развлекающиеся девушки и коридорный   | The Bellboy and the Playgirls |          |           | монтажёр            | |
| 1962 | Сегодня вечером — наверняка           | Tonight for Sure              |          |           | оператор            | |
| 1962 | Битва за пределами Солнца             | Battle Beyond the Sun         |          |           | ассистент продюсера | |
| 1963 | Страх                                 | The Terror                    | ✔        | ✔         |                     | В титрах указан только как сценарист                                                                                              |
| 1963 | Безумие-13                            | Dementia 13                   |          | ✔         | ассистент режиссёра | |
| 1966 | Кровавая баня                         | Blood Bath                    | ✔        | ✔         | продюсер            | |
| 1966 | Мир замочных скважин                  | Mondo Keyhole                 | ✔        | ✔         | монтажёр, оператор  | |
| 1967 | Малышка-паучиха                       | Spider Baby                   | ✔        | ✔         | монтажёр            | В титрах указан только как режиссёр и сценарист                                                                                   |
| 1968 | Дом зла                               | House of Evil                 | ✔        | ✔         |                     | |
| 1968 | Комната страха                        | Fear Chamber                  | ✔        | ✔         |                     | |
| 1969 | Пит-стоп                              | Pit Stop                      | ✔        | ✔         | монтажёр, оператор  | В титрах указан только как режиссёр и сценарист                                                                                   |
| 1970 | Я — группи                            | Ich — ein Groupie             | ✔        | ✔         |                     | В титрах не указан |
| 1971 | Остров людей-змей                     | La muerte viviente            | ✔        | ✔         |                     | |
| 1971 | Невероятное вторжение                 | The Incredible Invasion       | ✔        |           |                     | |
| 1971 | Дом большой куклы                     | The Big Doll House            | ✔        |           | актёр               | роль — «бородатый мужчина в джипе» (в титрах не указан)                                                                           |
| 1972 | Большая клетка для птиц               | The Big Bird Cage             | ✔        | ✔         |                     | |
| 1972 | Женская охота                         | The Woman Hunt                |          | ✔         |                     | |
| 1973 | Коффи                                 | Coffy                         | ✔        | ✔         |                     | |
| 1974 | Фокси Браун                           | Foxy Brown                    | ✔        | ✔         |                     | |
| 1974 | Девочки-свингеры из команды поддержки | The Swinging Cheerleaders     | ✔        | ✔         |                     | как сценарист указан под псевдонимом Джейн Уитерспун                                                                              |
| 1975 | Сестрички с выкидными лезвиями        | Switchblade Sisters           | ✔        | ✔         |                     | |
| 1979 | Город в огне                          | City on Fire                  |          | ✔         |                     | |
| 1980 | Корабль смерти                        | Death Ship                    |          | ✔         |                     | |
| 1982 | Колдунья                              | Sorceress                     | ✔        | ✔         | продюсер            | как режиссёр указан под псевдонимом Брайан Стюарт, как сценарист в титрах не указан                                               |
| 2004 | Я передаю человечеству                | I Pass for Human              |          |           | актёр               | роль — «отец Азами» |